# Andrés Domínguez Vial
Andrés Bernardino Domínguez Vial (Santiago, 9 de enero de 1936) es un jurista, sociólogo y profesor chileno dedicado a la defensa y promoción de los Derechos Humanos en Chile y Latinoamérica, así como a la inclusión del enfoque de los Derechos Humanos en las policías civiles latinoméricanas, especialmente respecto del rol de estas policías en el marco de los procesos penales orales.

## Biografía
Andrés Domínguez Vial nace en Santiago de Chile el 9 de enero de 1936. Estudia derecho en la Pontificia Universidad Católica de Chile (1953-1961). Paralelamente desarrolla un trabajo de apoyo mecanográfico y logístico junto a los sindicatos en el marco de la Acción Sindical chilena y el Movimiento Obrero cristiano junto al Padre Alberto Hurtado
En esa misma época se desempeña como Profesor de Doctrinas Sociales de la Juventud Obrera Cristiana, trabaja en la Central Latinoamericana de Sindicalistas Cristianos y se transforma en profesor invitado y más tarde titular de la Pontificia Universidad Católica de Chile dictando clases en las carreras de Teología, Derecho y Educación.
En 1965 se traslada a Bélgica para estudiar en la Universidad Católica de Lovaina un diploma en filosofía social y demografía. A su regreso en 1967, realiza una investigación en educación, sexualidad y familia. 
Durante el gobierno de la Unidad Popular es asesor del Ministerio de Educación Pública y del superintendente de Educación. Dicho cargo determina su exoneración del Ministerio, el cese de sus funciones docentes en la Universidad Católica de Chile y su posterior exilio a Bélgica en 1974.
Durante el exilio, forma parte del Comité de Acogida de los Refugiados Latinoamericanos ("Colarch") que recibe a personas exiliadas -tanto chilenas como de otros países- y a sus familias, con el objeto de facilitar su integración social. Paralelamente, obtiene la licenciatura en sociología en la Universidad Católica de Lovaina.
En 1975 se traslada a México para incorporarse al Comité de Solidaridad con los Pueblos Latinoamericanos de la Casa de Chile, participando activamente en la creación del Fondo de Solidaridad con las Víctimas de la Guerra Civil de Nicaragua, particularmente por medio de la difusión de la causa nicaragüense en Panamá, Estados Unidos, Canadá y Costa Rica.
Retorna a Chile en 1980 y se integra a la Comisión Chilena de Derechos Humanos como coordinador general, donde trabaja con Jaime Castillo Velasco y participa activamente en la generación y desarrollo de la Red de Comisiones Provinciales (alcanzando 86 comisiones provinciales) y la Red de Comités de Base (246 comités en todo el país), que hacen posible el trabajo coordinado de la Comisión con la ciudadanía organizada. Estos Comités permiten la denuncia de las violaciones de Derechos Humanos que se producen dentro de sus jurisdicciones y sirven de plataforma para la educación en Derechos Humanos. 
Paralelamente, se encarga directamente de la recepción de personas víctimas de tortura -llegando a recibir un promedio de 3 torturados al día durante 10 años-, vinculando a estas víctimas con otras organizaciones de derechos humanos. 
Además, denuncia periódicamente las violaciones de Derechos Humanos perpetradas por la dictadura a nivel nacional e internacional por medio de dos líneas de acción. De una parte, por medio de la elaboración de informes que compilan dichas violaciones y que son enviados a las Naciones Unidas, a la Comisión Interamericana de Derechos Humanos y a las embajadas comprometidas con la causa de Chile. Y de la otra, a través de la denuncia de la situación de Chile en conferencias internacionales, realizadas en Francia y en Estados Unidos.
En 1986 es nombrado representante del Plenario de Derechos Humanos de la Asamblea de la Civilidad. 
En 1988 es reconocida su labor de denuncia por el premio EMISIÓN, que es conferido por el sindicato de periodistas de Chile. Este premio reconoce en particular su ensayo sobre la operación Albania. Ese mismo año es reconocido por los alumnos de la Pontificia Universidad Católica de Chile, quienes le otorgan el premio CENTENARIO junto a 30 profesores en ejercicio y otros dos que, como él, permanecían marginados de la docencia por disposición de la dictadura.
Paralelamente, es partícipe de la creación del Programa de Educación en Derechos Humanos y se desempeña como profesor de los cursos interdisciplinarios de Derechos Humanos, así como experto asociado del Programa de Capacitación en Derechos Humanos del Instituto Interamericano de Derechos Humanos. 
Tras la elección del Presidente Patricio Aylwin en 1990, Andrés Domínguez Vial idea, en el seno de la Comisión Chilena de Derechos Humanos con la Secretaría de Comunicación y Cultura del nuevo gobierno, el Acto de Recuperación de la Democracia en el Estadio Nacional el 12 de marzo de 1990. Este acto no sólo conmemora el regreso a la democracia en Chile, sino que implica también el reconocimiento simbólico de las víctimas de la dictadura, así como del trabajo del movimiento de Derechos Humanos que pasa a formar parte de la construcción del nuevo Estado democrático. 
En 1992 es nombrado secretario ejecutivo de la Corporación Nacional de Reparación y Reconciliación CNRR por el entonces Presidente Patricio Aylwin Azócar. El trabajo de esta Corporación finaliza con la adopción del Informe sobre Calificación de Víctimas de Violaciones de Derechos Humanos y de Violencia Política. Esta experiencia, le permite colaborar en la creación de la metodología de trabajo de la Comisión para el esclarecimiento histórico de Guatemala  (enlace roto disponible en Internet Archive; véase el historial, la primera versión y la última)..

En la misma época, retoma su trabajo de docencia en Derechos Humanos en la Pontificia Universidad Católica de Chile, impartiendo el primer curso interdisciplinario de Derechos Humanos del país y se integra a la Policía de Investigaciones de Chile como asesor de mando del Director, con el objeto de reformar esta institución de acuerdo al enfoque de los Derechos Humanos.

Asimismo, se integra en 1991 al Instituto Superior de la Policía de Investigaciones de Chile (actual Academia Superior de Estudios Policiales) en calidad de docente del primer curso de Derechos Humanos del país y de Latinoamérica. Esta materia forma parte actualmente de la formación básica de los funcionarios de la Policía de Investigaciones.
Su labor docente en la Pontificia Universidad Católica de Chile y en la Policía de Investigaciones de Chile, así como la asesoría en temas de Derechos Humanos en esta última institución, se mantienen hasta el presente.
Entre 1984 y 2000 trabaja en el Programa de Educación en Derechos Humanos del Instituto Interamericano de Derechos Humanos y en 2003, en el de Derechos Humanos, seguridad ciudadana y sociedad civil. 

## Obras
Trasversalmente durante su carrera, ha realizado un profundo trabajo intelectual y de investigación en materia de Derechos Humanos. Es en ese contexto, ha sido autor de una decena de libros y publicaciones.
- Domínguez, A. (1984). Un concepto de Universidad. SIGNOS. Revista de Educación y Cultura. 2, pp. 6-14.
- Domínguez, A. (1985). Para leer la Declaración Universal de Derechos Humanos. Editorial Comisión Chilena de Derechos humanos.
- Domínguez, A. (1986). El Derecho a la justicia en el orden internacional de los derechos humanos y su realidad en Chile. Editorial Comisión Chilena de Derechos Humanos.
- Domínguez, A. (1987). Discurso de clausura. En Primer seminario, Los Derechos Económicos Sociales y Culturales: Desafíos para la democracia. Programa de Derechos Económicos, Sociales y Culturales.Comisión Chilena de Derechos Humanos.
- El poder y los derechos humanos. Editores s.a. Terranova(1988).
- Domínguez, A. (1990). El aborto inducido: Nota para su consideración desde la perspectiva de los Derechos Humanos (pp. 119-127). En A., Claudo, A. Domínguez, P. Gallan, R. Molina, M. Requena, B. Viel & M. Weisner (1990) Aborto inducido en Chile. Edición Sociedad Chilena de Salud Pública.
- Domínguez A. (1990) Visión histórica de la institucionalización de los derechos humanos. En Conflicto, vida y derecho Programa Jurídico Popular del Centro El Canelo de Nos. (San Bernardo, Santiago de Chile). Vol.2, no.6 (dic.1990),p.10-15
- Domínguez, A. (1992). El derecho al desarrollo (pp. 185-191). En Desafíos para un nuevo contexto. Pobreza, Desarrollo y Derechos Humanos. Editorial Comisión Chilena de Derechos Humanos.
- Domínguez, A. (1993). La institución del Refugio. Fundamentos constitucionales chilenos (pp.178-188). En Derecho Internacional de los Refugiados. Instituto de estudios internacionales de la Universidad de Chile.
- Álvarez, A., Burnett, D., Domínguez, A., Escobar, F., Feller, C. & López, C. (1993). El sol en la ciudad. Estudios sobre prevención del delito y modernización penitenciaria. Director del Proyecto: Andrés Domínguez V. Editorial Comisión Chilena derechos humanos. Patrocina Ministerio de Justicia. Chile.
- Domínguez, A. (1993). Aspectos teóricos y conceptuales sobre violencia y democracia. El punto de vista de los Derechos Humanos (pp.31-34). En Violencia y Derechos Humanos. Editorial Nacional de Derechos Humanos.
- Domínguez, A. (1994).Compromiso Ético del Estado. Los Derechos Humanos y la Educación (pp. 147-160). En Educación en Derechos Humanos: Apuntes para una nueva práctica. Corporación Nacional de Reparación y Reconciliación.
- Domínguez, A. (1995). Hacia una seguridad ciudadana. Instituto Interamericano de Derechos Humanos IIDH (pp. 287 - 302). En Estudios Básicos de Derechos Humanos III. Instituto Interamericano de Derechos Humanos y Comisión de la Unión Europea.
- Informe sobre calificación de víctimas de violaciones de derechos humanos y de la violencia política. Corporación Nacional de Reparación y Reconciliación. Andrés Domínguez V. Participación en calidad de Secretario ejecutivo CNRR.
- Domínguez, A. (1996). Policía y derechos humanos. Edición Policía de Investigaciones de Chile e Instituto Interamericano de Derechos Humanos 1996. Santiago de Chile.
- Domínguez, A. (1997). La Prevención es mejor que la Sanción y la Reparación. Posibilidades de prevenir los delitos contra los Derechos Humanos. Ponencia Congreso Internacional "Derecho Penal Internacional y los límites de la acción legítima del Estado" realizado en Núremberg en septiembre de 1997. Centro de Derechos Humanos de Núremberg.
- Domínguez A. (1998). Asumiendo el reto: Justicia y seguridad en Guatemala (pp.129-176). En Democracia en Guatemala. La Misión de un Pueblo Entero. International IDEA. Institute for Democracy and Electoral Assistance.
- Domínguez, A. (1999). Crimen organizado: opciones y respuestas (pp. 217 - 228). En Seguridad Ciudadana y Derechos Humanos. Comisión Andina de Juristas.
- Domínguez, A. (2000). La seguridad: una aspiración superior de la humanidad (pp. 237 - 276). En Función Militar y Control Democrático. Conferencia internacional. Ciudad de Guatemala.
- Jiménez, M. & Domínguez, A. (2001). La educación para la dignidad y el ejercicio de los derechos humanos. Revista Chilena de Derecho. 8 (2), pp.401-412.
- Domínguez, A. (2002). Verdad, Justicia y Reconciliación Nacional (pp.20-37). En Seminario “Diálogo para la vida en Democracia: Relaciones entre las fuerzas armadas y la sociedad civil paraguaya. Memoria. Instituto Interamericano de Derechos Humanos. IIDH. Asdi. Canadá.
- Domínguez, A. (2002). La Seguridad Pública, Origen y Perspectivas (pp.45-86). En Derechos Humanos, seguridad ciudadana y sociedad civil. Sistematización de experiencias. Instituto Interamericano de Derechos Humanos.
- Domínguez, A. (2005). Universidad y formación en Derechos Humanos (pp. 92-112). En Seminario Universidad y Derechos Humanos. Pontificia Universidad Católica de Valparaíso.
- Domínguez, A. (2005). La verdad es la fuerza de la dignidad de los oprimidos (pp.115-144). En “Verdad, Justicia y reparación. Desafíos para la democracia y convivencia social” 2005 Fundación IDEA e Instituto Interamericano de Derechos Humanos.
- Domínguez, A. (2005). De cómo la alianza entre los derechos humanos y la policía produce justicia y seguridad (pp. 199-218). En Activistas e intelectuales de sociedad civil en función pública en América Latina. FLACSO Chile.
- Domínguez, A. (2005). La Policía de Investigación criminal. Fundamentos, racionalidad y operación. Procuraduría General de Justicia del Estado de Chihuahua.
- Domínguez, A. (2007). El Adolescente y su Responsabilidad Penal, Cuadernos de Criminología número 16, Policía de Investigaciones de Chile.
- Domínguez, A. (2011). Contrato de Función Pública y Régimen Jerárquico y Disciplinario estricto en la Policía de Investigaciones de Chile.
- Domínguez, A. (2011). La Policía como Fuerza Pública. El Poder de Policía, Misiones, Principios, Ejercicio de la Coacción, doctrina internacional. Derecho comparado.